# Gigantosaurus

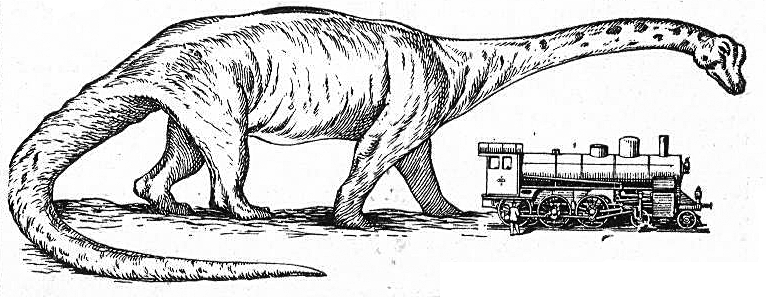
A Gigantosaurus és egy mozdony méretének összehasonlítása

A Gigantosaurus (jelentése 'óriás gyík') egy hiányosan ismert (nomen dubium) sauropoda dinoszaurusznem, amely a mai Anglia területén élt a késő jura időszakban. Típusfajáról, a Gigantosaurus megalonyxről Harry Seeley készített leírást 1869-ben.
A „Gigantosaurus” név később az afrikai dinoszauruszok közé tartozó Barosaurust, Tornieriát és Janenschiát érintő bonyolult taxonómiai vita részévé vált. (Erről a Tornieria szócikk szolgál további információval.)

## Fordítás
- Ez a szócikk részben vagy egészben a Gigantosaurus című angol Wikipédia-szócikk ezen változatának fordításán alapul.  Az eredeti cikk szerkesztőit annak laptörténete sorolja fel. Ez a jelzés csupán a megfogalmazás eredetét és a szerzői jogokat jelzi, nem szolgál a cikkben szereplő információk forrásmegjelöléseként.